# Ендимион (Алкеј)
Ендимион (грч. Ἐνδυμίων, комедија аутора Алкелеја, који је био  старогрчки комедиограф и стварао у оквиру старе атичке комедије.